# Lansa Flight 508

Ungefärlig flygrutt för OB-R-941

Lansa Flight 508 var en Lockheed L-188A Electra turboprop, registered OB-R-941, för inrikes passagerarflyg i Peru som drevs av Lineas Aéreas Nacionales Sociedad Anonima (Lansa). Planet störtade i en storm på väg från Lima till Pucallpa i Peru, 24 december 1971. Vid olyckan omkom planets besättning, sex personer, och 85 av de 86 passagerarna.
Den enda överlevande var den 17-åriga flickan Juliane Koepcke, som satt fastspänd i sin stol när hon föll 3000 m ner i Amazonas regnskog. Hon överlevde fallet och lyckades ta sig genom djungeln under elva dagar tills hon blev räddad av några lokala fiskare. Electra var Lansas sista flygplan; företagets flygtillstånd drogs in elva dagar senare.
Det är den värsta åsknedslagsolyckan historiskt sett.